# Oskar von Mitis
Oskar von Mitis (* 1. Juni 1874 in Wien; † 23. August 1955 in St. Johann in Tirol) war ein österreichischer Historiker und Diplomatiker.

## Leben
Er studierte an der Universität Wien, trat in den Archivdienst (Innenministerium) und wechselte 1900 ins Haus-, Hof- und Staatsarchiv.
Seine Forschungsschwerpunkte lagen im Bereich des österreichischen Urkundenwesens, der Genealogie sowie der Verfassungsgeschichte.
1944 erhielt er die Goethe-Medaille für Kunst und Wissenschaft.

## Schriften (Auswahl)
- Studien zum älteren österreichischen Urkundenwesen. Wien 1906, OCLC 179873324.
- Jagd und Schützen am Hofe Karls VI. Wien 1912, OCLC 67348104.
- Hg.: Joseph Maria Baernreither: Der Verfall des Habsburgerreiches und die Deutschen. Fragmente eines politischen Tagebuches 1897–1917. Wien 1939, OCLC 187043831.
- Das Leben des Kronprinzen Rudolf. Mit Briefen und Schriften aus dessen Nachlass. Wien 1971, OCLC 651800467.